# Strenophila hyptiota
Strenophila hyptiota är en fjärilsart som beskrevs av Edward Meyrick 1913. Strenophila hyptiota ingår i släktet Strenophila och familjen stävmalar. Inga underarter finns listade i Catalogue of Life.